# Pufels
Pufels (ladinisch Bula; italienisch Bulla) ist neben Runggaditsch und Überwasser eine der drei Grödner Fraktionen der Marktgemeinde Kastelruth in Südtirol (Italien). Die Ortschaft befindet sich auf rund 1500 m Höhe auf der orographisch linken Talseite auf einer nordöstlichen Hangterrasse von Puflatsch. Die rund 150 Einwohner umfassende Bevölkerung von Pufels ist mehrheitlich ladinischsprachig, weshalb der Ort zu Ladinien gerechnet wird. Die Siedlung ist im Jahr 1288 im Tiroler landesfürstlichen Urbar Graf Meinhards II. von Tirol-Görz als ouf dem Pufel ersturkundlich genannt. Dem Namen liegt lateinisch bovile ‚Ochsen-/Rinderstall‘ zugrunde. Die im Kern auf das Mittelalter zurückgehende Kirche in der Ortschaft ist dem Hl. Leonhard geweiht. Weitere geschützte Baudenkmäler sind das Pfarrwidum und drei alte Mühlen am Pufler Bach. Da die alte Zufahrtsstraße nach Pufels durch Steinschlag und Hangrutschungen stark gefährdet war, besorgte das Land Südtirol 2004–2006 eine 1,6 Kilometer lange Neutrassierung mit einem 700 Meter langen Tunnel.